# Cinara atra
Cinara atra är en insektsart som först beskrevs av David D. Gillette och Palmer 1924.  Cinara atra ingår i släktet Cinara och familjen långrörsbladlöss. Inga underarter finns listade i Catalogue of Life.